# Shahjahanpur (dystrykt)
Shahjahanpur (dystrykt) – dystrykt w stanie Uttar Pradesh w Indiach. Jest to część Dywizji Bareilly. Utworzony w 1813 r. przez rząd brytyjski.